# Баазов, Давид Менахемович

Дави́д Мена́хемович Ба́азов (ивр. דוד באזוב‎; 1883, Цхинвал, Тифлисская губерния, Российская империя — 17 октября 1947, Тбилиси, Грузинская ССР, СССР) — раввин, общественный деятель, лидер религиозных сионистов Грузии первой четверти XX века.

## Биография
Давид Баазов родился в 1883 году (по другим данным – в 1881 году) в грузинском городе Цхинвали, в семье местного мудреца Торы Менахема  и домохозяйки Ципоры Баазовых. По рекомендации прибывшего в Цхинвали из Литвы раввина Авраама Хволеса в 13-летнем возрасте поступил на учебу в слуцкую иешиву. Впоследствии обучался в иешиве в Вильно. Во время учебы в иешивах заинтересовался сионистским движением. В 1901 году в Кутаиси основал один из первых в Грузии сионистских кружков. 20 августа 1901 года участвовал в первом съезде сионистов Кавказа в качестве делегата от поселка Карели. В 1903 году стал служить в качестве казенного раввина города Они Кутаисской губернии, где открыл первую в Грузии общеобразовательную еврейскую школу и иешиву, в том же году принял участие в конференции еврейской молодежи и студентов во Франкфурте. В  августе 1907 года, как представитель Кавказа, участвовал в Восьмом сионистском конгрессе в Гааге.
Во время службы раввином в Они Давид Баазов  прослыл реформатором, разрешив женщинам присутствовать на молебне в синагоге. В том числе неоднократно проявлял гражданскую позицию, противоборствуя подстрекательству против еврейского населения Они. После российской сионистской конференции 21 августа 1917 года, в качестве заместителя председателя, участвовал в конференции сионистов Кавказа, выступив на нем против представителей ортодоксального кутаисского духовенства и «ассимиляторов», которые оказывали деятельности Баазова сильное сопротивление под руководством главного раввина Кутаиси Р. Элуашвили, при этом Баазов ни в коей мере не выступал против раввината, как такового, даже попытки Баазова открыть ешиву встречали ожесточенное сопротивление. В том же 1917 году кутаисской кружок под руководством Баазова принял решение открыть ремесленное училище, а также ешиву.
После февральской революции 1917 года в России Давид Баазов служил раввином в Ахалцихе близ турецкой границы. Когда еврейском у населению Ахалциха стала грозить опасность, он непосредственно обратился к наставнику турецкого султана Халид Баше, тем самым предотвратив погромы. Когда турки и местные мусульмане захватили Ахалцих и начали резню армян и христиан-грузин, Давид Баазов, как посредник, отправился к главе мусульманской общины Ахалциха Кази-Али-Эффенди на переговоры, остановив кровопролитие христианского населения. Согласно раввину Иммануэлю Давиташвили, в 1918 году Давид Баазов также спас от депортации 35 еврейских семейств из села Ацквери.
В 1918 году, в период независимой Грузии, Давид Баазов  выпускал газету сионистской организации Грузии  «Голос еврея» и сам написал множество статей. Входил, как представитель грузинского еврейства, в Грузинский национальной совет  и принимал участие в выборах в Учредительное собрание Грузии. В результате неустанной деятельности Баазова и членов его семьи, сионистские ячейки были открыты в Они, Суджуне, Бандзе и других грузинских населенных пунктах. Благодаря его содействию, в Они была создана одна из первых ячеек «Гехалуц» в стране.  В мае 1925 года Давиду Баазову удалось убедить советское руководство отпустить еврейские семьи из Грузии в Подмандантную Палестину. Во время поездки в Палестину Баазов смог получить от генерал-губернатора Герберта Семюэля сертификаты на въезд для безземельных грузинских евреев, однако, после отправки ряда семейств, эта практика была советским руководством пресечена. Сионисты отмечали внешнее сходство Давида Баазова с Теодором Герцлем.
В начале 1930-х годов работал на административной работе в советских учреждениях. Был связан с деятельностью «Объединенного мерказа сионистских организаций в СССР» в Москве. Арестован 8 июля 1938 года вместе с сыном Хаимом и рядом других еврейских деятелей Грузии органами НКВД. По обвинению в антисоветской деятельности приговорен сначала к смертной казни, но после пересмотра дела, в марте 1940 года, высшую меру наказания Баазову изменили на 5 лет ссылки, которую он отбывал в селе Большая Мурта Красноярского края.
После отбытия ссылки в 1945 году вместе с женой вернулся в Грузию. До конца жизни продолжал заниматься активной общественной деятельностью. Скончался в Тбилиси 17 октября 1947 года.
Его именем названа улица в районе Рамот-Алон в Иерусалиме и в городе Они в Грузии. В Тбилиси работает государственный еврейский музей имени Давида Баазова.

### Семья
30 мая 1903 года женился на бобруйской мещанке Сорке [Саре] Мовшевне Раскиной. Дочери: Фаина Баазова – адвокат, мемуаристка и историк грузинского еврейства; Полина Баазова. Сыновья: Хаим Баазов — юрист; Герцель Баазов — еврейско-грузинский прозаик, драматург, поэт, переводчик; Меер Баазов – инженер, энтузиаст иврита в СССР.